# Wilson Batista
Wilson Baptista de Oliveira, também conhecido como Wilson Batista (Campos dos Goytacazes, 3 de julho de 1913 — Rio de Janeiro, 7 de julho de 1968) foi um compositor brasileiro, autor de mais de 550 sambas e considerado um dos mais influentes artífices do gênero musical.

## Biografia
Filho de um guarda municipal de Campos, ainda menino participou, tocando triângulo, da Lira de Apolo, banda organizada por seu tio, o maestro Ovídio Batista. Ainda na cidade natal, fez parte do Bando, para o qual compunha algumas músicas e, pretendendo aprender o ofício de marceneiro, frequentou o Instituto de Artes e Ofícios.
No final da década de 1920, transferiu-se com a família para o Rio de Janeiro. Passou então a frequentar os cabarés da Lapa e o Bar Esquina do Pecado, na Praça Tiradentes, pontos de encontro de marginais e compositores, tornando-se amigo dos irmãos Meira, malandros famosos da época, cuja amizade lhe valeu várias prisões. A seguir, começou a trabalhar como eletricista e ajudante de contrarregra no Teatro Recreio.
Com 16 anos, fez seu primeiro samba, Na estrada da vida, lançado por Aracy Cortes no Teatro Recreio e gravado em 1933 por Luís Barbosa. Acredita-se que sua primeira parceria tenha se dado com o compositor José Barbosa da Silva, o Sinhô, no samba de breque Mil e Uma Trapalhadas, cuja gravação aconteceu apenas na década de 60, pelo cantor Moreira da Silva. Seu primeiro samba gravado foi Por favor, vai embora (com Benedito Lacerda e Osvaldo Silva), pela Victor, na interpretação de Patrício Teixeira, em 1932. A partir de então, passou a fazer parte da Orquestra de Romeu Malagueta, como crooner e ritmista (tocava pandeiro).
Em 1933, Almirante gravou sua batucada Barulho no beco (com Osvaldo Silva) e três intérpretes (Francisco Alves, Castro Barbosa e Murilo Caldas) divulgaram seu samba Desacato (com Paulo Vieira e Murilo Caldas), que fez muito sucesso.
Sempre frequentando o mesmo ambiente de boemia, fez a apologia do malandro no seu samba Lenço no pescoço, já gravado em 1933 por Sílvio Caldas, que deu início à famosa polêmica com Noel Rosa, o qual respondeu no mesmo ano com Rapaz folgado, contestando a identificação do sambista com o malandro. Sua réplica a Noel veio no samba Mocinho da Vila. Fora do contexto da polêmica, Noel Rosa e Vadico compõem o Feitiço da Vila. No Programa Casé, Noel improvisa (sem gravar) duas novas estrofes para o Feitiço da Vila e, em cima dos novos versos, Wilson compõe Conversa fiada, ao qual Noel contrapôs, em 1935, o samba Palpite Infeliz. O caso terminou com dois sambas seus, Frankenstein da Vila e Terra de cego. Terra de Cego, entretanto, deu origem a uma parceria entre Wilson e Noel, intitulada, Deixa de ser Convencida, com Letra de Noel escrita sobre a melodia composta por Wilson, originalmente, para Terra de Cego, pondo fim à polêmica. Os dois polemistas conheceram-se entre um e outro desafio e tornaram-se amigos. As músicas dessa polêmica foram reunidas, em 1956, num LP de dez polegadas da Odeon, cantadas por Roberto Paiva e Francisco Egídio. 

Wilson Batista, 1951. Arquivo Nacional.

Continuando sua vida de boêmio-compositor, vendendo sambas e fazendo parcerias "comerciais", conheceu, no Café Nice, na Avenida Rio Branco, o cantor e compositor Erasmo Silva, com quem formou um conjunto, com Lauro Paiva ao piano e Roberto Moreno na percussão. Com o conjunto, realizou apresentações em Campos (RJ) e, de volta ao Rio de Janeiro, formou, em 1936, uma dupla com Erasmo Silva - a Dupla Verde e Amarelo - que participou da vocalização da orquestra argentina Almirante Jonas, que estava de passagem no Rio de Janeiro, seguindo com ela para Buenos Aires, Argentina, onde ficaram por três meses, ainda em 1936. De volta ao Brasil, trabalharam durante mais de um ano na Rádio Atlântica, de Santos (SP), e, depois, na Record, da capital paulista, onde também gravaram, com as Irmãs Vidal, pela Columbia, seu primeiro disco, com Adeus, adeus (Francisco Malfitano e Frazão) e Ela não voltou (dos mesmos compositores e mais Aluísio Silva Araújo). Obtendo certo sucesso, seguiram para uma temporada em Porto Alegre RS, voltando a São Paulo para trabalhar na Rádio Tupi. 
A fama viria em 1938, quando a dupla foi contratada pela Rádio Mayrink Veiga, do Rio de Janeiro, mas já no ano seguinte, com a ida de Erasmo Silva para Buenos Aires, a dupla se desfez. Em 1939 foi apresentado por Germano Augusto ao bicheiro e malandro conhecido por China, a quem venderia muitas músicas. Nessa época, sua temática sofreu modificações, ditadas não só pela associação a novos parceiros, mas principalmente pela influência direta de uma portaria governamental que proibia a exaltação da malandragem. 
Ainda em 1939, fez com Ataulfo Alves Mania da falecida e Oh! seu Oscar, samba que se destacou no Carnaval de 1940, vencendo o concurso de músicas carnavalescas do Departamento de Imprensa e Propaganda do governo federal, tendo sido gravado por Ciro Monteiro, intérprete que lançou em disco, também no mesmo ano, os seus sambas Tá maluca (com Germano Augusto) e O bonde de São Januário (com Ataulfo Alves), este último grande sucesso no Carnaval de 1941.

Wilson Batista, Nelson Gonçalves, César Ladeira e Jorge de Castro

Consagrado desde então, iniciou, com diversos parceiros famosos, uma série de composições, retratando tipos cariocas, que conseguiram êxito na maioria dos Carnavais dos vinte anos seguintes. Ainda em 1940, Moreira da Silva gravou Acertei no milhar (com Geraldo Pereira), que se tornou um dos clássicos do samba de breque; em 1941, Vassourinha lançou em disco outra música sua que se destacou no Carnaval de 1942, Emília, feita com Haroldo Lobo, seu parceiro ainda em Rosalina, destaque carnavalesco de 1945.  
Homenageando a torcida do Vasco da Gama, apesar de rubro-negro, compôs com Augusto Garcez No boteco do José, que, na gravação de Linda Batista, fez sucesso no Carnaval de 1946. Três anos depois se destacaria com Pedreiro Valdemar, feito com Roberto Martins e gravado por Blecaute, e, em 1950, obteria enorme êxito com Balzaquiana (com Nássara), lançado em disco por Jorge Goulart. Sua marcha Sereia de Copacabana e o seu samba Mundo de zinco (ambos com Nássara), este gravado por Jorge Goulart, foram muito cantados nos Carnavais de 1951 e 1952, respectivamente. 
Para o Carnaval de 1956 compôs com Jorge de Castro a marcha Todo vedete, que teve problemas com a censura por suas referências ao baile dos travestis do Teatro João Caetano; com o mesmo parceiro fez, para o Carnaval dos dois anos seguintes, Vagabundo e Marcha da fofoca, sendo esta última gravada pelo radialista César de Alencar. O Carnaval de 1962 foi um dos últimos de que participou, lançando, em gravação de César de Alencar, Cara boa, marcha feita com Jorge de Castro e Alberto Jesus.
Boêmio até o fim da vida, nos seus últimos anos trabalhou como fiscal da UBC (União Brasileira de Compositores), entidade que ajudou a criar. Foi enterrado na tumba da UBC, no Cemitério do Catumbi.

## Legado
Poucos anos antes de sua morte, Wilson Baptista gravou uma fita-demonstração que tinha como destinatária a jovem cantora Thelma Soares, que havia acabado de gravar um LP em homenagem a Nelson Cavaquinho. Até aquela altura, o compositor nunca havia gravado nenhum fonograma solo como cantor, e interpretou para a fita diversas de suas próprias letras, com acompanhamento musical do violonista Manuel da Conceição, o Mão de Vaca. Sua intenção era que Soares gravasse um disco em tributo às suas composições, promovendo assim uma redescoberta de seu nome por parte do público.
A cantora acabou nunca levando adiante o projeto, mas essa fita teria chegado às mãos de alguns produtores musicais e sambistas após o falecimento de Baptista em 1968. No início dos anos 1970, por exemplo, Paulinho da Viola teria descoberto uma cópia da fita-demo na gaveta de uma emissora de rádio. Tornando-se admirador confesso do trabalho de Baptista, gravou em disco canções como Nega Luzia (no álbum Nervos de Aço, de 1974), Chico Brito (em Zumbido, de 1979) e Meu mundo é hoje (em Dança da Solidão, de 1972), que se tornaria um de seus maiores sucessos enquanto intérprete. Por volta do mesmo período, outra cópia da fita teria chegado às mãos do produtor Fernando Faro, que redirecionaria a gravação à cantora e instrumentista Cristina Buarque, resultando na gravação do samba Flor da Lapa em seu disco Arrebém, de 1978. Mais uma cópia da fita teria sido descoberta pelo poeta, compositor e produtor musical Hermínio Bello de Carvalho, que incorporou letras de Wilson em espetáculos e LPs produzidos por ele. Esforços como estes acabariam sendo a porta de entrada para que novas gerações travassem contato com o trabalho de Wilson Baptista. Sambas de sua autoria passaram a ser tidos como clássicos do gênero, fazendo com que o compositor fosse objeto de discos-tributo por intérpretes tão diversos como João Nogueira (Wilson, Geraldo, Noel, 1981) e Cristina Buarque (Ganha-se pouco, mas é divertido, 2000).
Em 2023, o selo SESC lança o álbum Wilson Baptista - Eu Sou Assim, fruto dos esforços do pesquisador, produtor e músico Rodrigo Alzuguir em resgatar o material da fita-demo originalmente destinada a Thelma Soares. Na impossibilidade de restaurar integralmente a fita na íntegra, graças ao estado de conservação do material, foram trabalhados novos arranjos nas 30 canções selecionadas para substituir o acompanhamento instrumental original e, nas faixas em que a qualidade da voz de Wilson estava comprometida, novos intérpretes assumiram os vocais, prestando uma homenagem e expressando sua admiração ao compositor. Nomes como João Bosco, Joyce Moreno, Mônica Salmaso, Nei Lopes e Ney Matogrosso estão entre os que integram o disco.

## Composições
Existem inúmeras músicas de autoria do Wilson, algumas delas se encontram na listagem abaixo:
| - A carta, (com José Batista), Samba gravado em 1953 na Todaamérica - A mão do Alcides, (com Ferreira Gomes e Bruno Gomes), Marcha gravada em 1953 na Continental - A mulher que eu gosto, (com Ciro de Souza), Samba gravado em 1941 na Victor - A respeito de amor, (com Arnô Canegal), Samba gravado em 1939 na Victor - A voz do sangue, (com Valfrido Silva), Samba gravado em 1941 na Odeon - Abgail, (com Orestes Barbosa), Samba gravado em 1947 na Odeon - Acertei no milhar, (com Geraldo Pereira), Samba-choro gravado em 1940 na Victor - Ai, ai, que pena, (com Davi Nasser), Samba gravado em 1942 na Odeon - Ai, Ari, (com Jorge de Castro), Samba gravado em 1948 na Continental - Apaguei o nome dela, (com Haroldo Lobo e Jorge de Castro), Samba gravada em 1944 na Continental - Argentina, (com Newton Teixeira), Marcha gravada em 1946 na Odeon - As pupilas do Senhor Bocage, (com Arnaldo Paes), Marcha gravada em 1939 na Columbia - Balazaqueana, (com Antonio Nássara), Samba gravado em 1949 na Continental - Balzaqueana, (com Antonio Nássara), Samba gravado em 1956 na Sinter - Benedito não é de briga, (com Geraldo Augusto), Samba gravado em 1945 na Odeon - Bonde São Januário, (com Ataulfo Alves), Samba gravado em 1940 na Victor - Botões de Laranjeira, (com Jorge de Castro), Samba gravado em 1943 na Odeon - Brigamos outra vez, (com Marino Pinto), Samba gravado em 1940 na Victor - Cabelo branco, (com Orestes Barbosa), Samba gravado em 1945 na RCA Victor - Cabo Laurindo, (com Haroldo Lobo), Samba gravado em 1945 na Continental - Cansei de chorar, Choro gravado em 1937 na Columbia - Canta..., Samba gravado em 1937 na Columbia - Carta verde, (com Valfrido Silva e Armando Lima), Samba gravado em 1940 na Columbia - Casinha pequena, (com Murilo Caldas), Marcha gravada em 1939 na Victor - Chico Viola, (com Antonio Nássara), Samba gravado em 1952 na RCA Victor - Chinelo velho, (com Marino Pinto), Samba gravado em 1940 na Victor - Cidade de São Sebastião, (com Antonio Nássara), Samba gravado em 1941 na Odeon - Cocktail de 44, (com Haroldo Lobo), Samba gravado em 1944 na Odeon - Com açúcar, (com Darci de Oliveira), Batucada gravada em 1940 na Victor - Comício em Mangueira, (com Geraldo Augusto), Samba gravado em 1945 na RCA Victor - Como se faz uma cuíca, (com Haroldo Lobo), Samba gravado em 1944 na Victor - Complexo, (com Magno Oliveira), Samba gravado em 1949 na Todaamérica - Cosme e Damião, (com Jorge de Castro), Samba gravado em 1953 na Copacabana - Cowboy do amor, (com Roberto Martins), Marcha gravada em 1940 na Columbia - Datilógrafa, (com Jorge Faraj), Samba gravado em 1953 na RCA Victor - Depois da discussão, (com Marino Pinto), Samba gravado em 1940 na Victor - Derrota, (com José Batista), Samba gravado em 1951 na RCA Victor - Desacato, (com Murilo Caldas e P. Vieira), Samba gravado em 1933 na Odeon - Desacato, (com Murilo Caldas), Samba gravado em1955 na Odeon - Deus no Céu e ela na Terra, (com Marino Pinto), Samba gravado em 1940 na Victor - Dia dos meninos, (com Jorge de Castro), Samba gravado na POPULAR em data indefinida - Diagnóstico, (com Geraldo Augusto), Samba gravado em 1943 na Odeon - Dolores Sierra, (com Jorge de Castro), Samba-canção gravado em 1956 na RCA Victor - Duas janelas, (com Jorge Faraj), Samba gravado em 1942 na Victor - É mato, (com Alvaiade), Samba gravado em 1941 na Odeon - E o 56 não veio, (com Haroldo Lobo), Samba gravado em 1943 na Continental - É tudo meu, (com Antonio Nássara), Samba gravado em 1943 na Continental - Ela é, (com Claudionor Cruz), Samba gravado em 1939 na Odeon - Elza, (com Roberto Martins), Samba gravado em 1945 na Continental - Emília, (com Haroldo Lobo), Samba gravado em 1941 na Continental - Essa mulher tem qualquer coisa na cabeça, (com Cristóvão de Alencar), Samba gravado em 1942 na Victor - Essa vida não é sopa, (com Haroldo Lobo), Marcha gravada em 1941 na Victor - Esta noite eu tive um sonho, (com Moreira da Silva), Samba gravado em 1941 na Victor - Estás no meu caderno, (com Benedito Lacerda e Osvaldo Silva), Samba gravado em 1934 na Victor - Eu e o mar, (com José Batista), Samba-canção gravado em 1960 na Albatroz - Eu lhe avisei, (com Alberto Jesus), Samba gravado em 1954 na Columbia - Eu não sou daqui, (com Ataulfo Alves), Samba gravado em 1941 na Victor - Eu também sou Batista, (com José Batista), Marcha gravada em 1949 na Continental - Eu vivo sem destino, (com Osvaldo Santiago e Sílvio Caldas), Samba gravado em 1933 na Victor - Fala baiano, (com Roberto Martins), Samba gravado em 1943 na Continental - Faz um homem enlouquecer, (com Ataulfo Alves), Samba gravado em 1941 na Victor - Filomena, cadê o meu?, (com Antônio Almeida), Samba gravado em 1949 na RCA Victor - Flor da Lapa, (com César Brasil), Samba-canção gravado em 1952 na Sinter - Formosa argentina, (com Geraldo Augusto), Marcha gravada em 1939 na Victor - Ganha-se pouco mas é divertido, (com Ciro de Souza), Choro gravado em 1941 na Victor - Garota dos discos, (com Afonso Teixeira), Samba gravado em 1952 na RCA Victor - Gaúcho bom, (com Roberto Martins), Marcha gravada em 1941 na Odeon - Gênio mau, (com Rubens Soares), Samba gravado em 1941 na Victor - Gostei de você, (com Arlindo Marques Junior), Samba gravado em 1946 na Odeon - Gosto mais do Salgueiro, (com Geraldo Augusto), Samba gravado em 1943 na Odeon - Greve de alegria, (com Roberto Roberti e Arlindo Marques Júnior), Samba gravado em 1954 na Odeon - Grito das selvas, (com Augusto Garcez), Marcha gravada em 1940 Victor - Guiomar, (com Haroldo Lobo), Samba gravado em 1944 na Odeon - Hilda, (com Haroldo Lobo), Samba gravado em 1945 na Continental - Hildebrando, (com Haroldo Lobo), Samba gravado em 1941 na Victor - História da Favela, (com Antonio Nássara), Samba gravado em 1953 na Continental - História da Lapa, (com Jorge de Castro), Samba gravado em 1957 na RCA Victor - História de criança, (com Geraldo Augusto), Samba gravado em 1940 na Victor - Inimigo do batente, (com Germano Augusto), Samba gravado em 1939 na Odeon - Inocente, (com Marcleo e Brazinha), Samba gravado em 1954 na Todaamérica - Lá vem Mangueira, (com Haroldo Lobo e Jorge de Castro), Batucada gravada em 1943 na Continental - Lá vem o Ipanema, (com Arlindo Marques, Marina Batista e Roberto Roberti), Samba gravado em 1947 na Continental - Ladrão de corações, (com Valfrido Silva), Marcha gravada em 1933 na Odeon - Largo da Lapa, (com Marino Pinto), Samba gravado em 1942 na RCA Victor - Lavei as mãos, (com Marino Pinto), Samba gravada em 1944 na Continental - Lealdade, (com Jorge de Castro), Samba gravado em 1942 na Columbia - Lenço no pescoço, Samba gravado em 1933 na Victor - Louco (Ela é seu mundo), (com Henrique de Almeida), Samba gravado em 1946 na Odeon - Louco, (com Antônio Almeida), Samba gravado em 1943 na Odeon - Mal agradecida, (com Bucy Moreira), Samba gravado em 1948 na Odeon | - Mania da falecida, (com Ataulfo Alves), Samba gravado em 1939 na Victor - Marcha da fofoca, (com Jorge de Castro), Marcha gravada em 1957 na RCA Victor - Marcha das fãs, (com Jorge de Castro), Marcha gravada em 1956 na Copacabana - Marcha do J. J., (com Jorge Goulart), Marcha gravada em 1955 na Continental - Margarida, (com Haroldo Lobo), Samba gravado em 1945 na Odeon - Mariposa, (com João da Bahiana), Marcha gravada em 1940 na Victor - Martírio, (com Arlindo Marques Junior e Roberto Roberti), Samba gravado em 1953 na Todaamérica - Matéria plástico, (com Jair Amorim), Marcha gravada em 1952 na RCA Victor - Meia noite, (com José Batista e Brazinha), Marcha gravada em 1953 na Todaamérica - Memórias de um torcedor, (com Geraldo Gomes), Samba gravado em 1946 na Odeon - Mercador, (com Ari Monteiro), Marcha gravada em 1952 na RCA Victor - Meu drama, (com Ataulfo Alves), Samba gravado em 1951 na Continental - Meu último cigarro, Samba gravado em 1937 na Columbia - Meus vinte anos, (com Sílvio Caldas), Samba gravado em 1942 na RCA Victor - Minha linda hindu, (com Antonio Nássara), Marcha gravada em 1952 na RCA Victor - Miss Brasil, (com Jorge de Castro e Américo Seixas), Marcha gravada em 1954 na Todaamérica - Miss Mangueira, (com Antônio Almeida), Samba gravado em 1949 na Continental - Mulato calado, (com Benjamin Batista e Marina Batista), Samba gravado em 1947 na Odeon - Mundo de Madeira, (com Jorge de Castro), Samba gravado em1955 na Odeon - Mundo de zinco, (com Antonio Nássara), Samba gravado em 1951 na Continental - Mundo de zinco, (com Antonio Nássara), Samba gravado em 1956 na Sinter - Na estrada da vida, Samba gravado em 1933 na Victor - Não devemos brigar, Samba gravado na Columbia em data indefinida - Não durmo em paz, (com Geraldo Augusto), Samba gravado em 1936 na Odeon - Não era assim, (com Haroldo Lobo), Samba gravada em 1944 na Continental - Não sei dar adeus, (com Ataulfo Alves), Samba gravado em 1939 na Odeon - Não sou Manoel, (com Roberto Martins), Marcha gravada em 1945 na Odeon - Não tenho juízo, (com Haroldo Lobo), Samba gravado em 1944 na Odeon - N-A-O Til, Não, (com Marino Pinto), Samba gravado em 1941 na Odeon - Nega Luzia, (com Jorge de Castro), Samba gravado em 1956 na Todaamérica - No boteco do José, (com Augusto Garcez), Marcha gravada em 1945 na RCA Victor - No mundo da Lua, (com José Gonçalves), Samba gravado em 1942 na Columbia - Nossa Senhora das Graças, (com Jorge de Castro), Samba-canção gravado em 1956 na RCA Victor - Nosso presidente continua, (com Haroldo Lobo), Samba gravada em 1944 na Continental - O Alberto bronqueou, (com Haroldo Lobo), Samba gravado em 1945 na Odeon - O Bonde São Januário, (com Ataulfo Alves), Fox gravado em 1941 na Victor - O cinzeiro de Zazá, (com Antonio Nássara), Marcha gravada em 1953 na Continental - O gato e o rato, (com Arnô Canegal e Augusto Garcez), Marcha gravada em 1939 na Victor - O Juca do Pandeiro, (com Augusto Garcez), Samba gravado em 1943 na Odeon - O princípio do fim, (com Jorge de Castro), Samba gravado em 1943 na Continental - Ó Seu Oscar, (com Ataulfo Alves), Samba gravado em 1939 na Victor - Oh Dona Inês, (com Marino Pinto), Samba gravado em 1940 na Victor - Olho nela, (com Geraldo Augusto), Samba gravado em 1940 na Victor - Olhos vermelhos, (com Roberto Martins), Samba gravado em 1951 na RCA Victor - Outras mulheres, (com Jorge de Castro), Samba gravado em 1945 na RCA Victor - Papai não vai, (com Ataulfo Alves), Samba gravado em 1941 na Victor - Parabéns para você, (com Roberto Martins), Samba gravado em 1945 na Odeon - Pausa para meditação, (com Américo Seixas), Samba-canção gravado em 1949 na Continental - Pedreiro Waldemar, (com Roberto Martins), Marcha gravada em 1948 na Continental - Perdi meu caminho, Samba gravado em 1937 na Columbia - Pombinha branca, (com Antonio Nássara), Marcha gravada em 1951 na RCA Victor - Por favor vá embora, (com Benedito Lacerda e Osvaldo Silva), Samba gravado em 1932 na Victor - Prece ao sol, (com Jorge de Castro), Samba gravado em 1958 na RCA Victor - Preconceito, (com Marino Pinto), Samba gravado em 1941 na Victor - Quando dei adeus, (com Ataulfo Alves), Samba gravado em 1939 na Victor - Que papagaio sou eu, (com Henrique de Almeida), Samba gravado em 1945 na Continental - Quero um samba, (com Valdemar Gomes), Samba gravado em 1943 na Odeon - Raiando, (com Murilo Caldas), Samba gravado em 1935 na Victor - Refletindo bem, (com J. Cascata), Samba gravado em 1939 na Victor - Rosalina, (com Haroldo Lobo), Samba gravado em 1944 na Continental - Sapoti, (com José Batista e Marina Batista), Samba gravado em 1947 na RCA Victor - Se fosse minha, (com Marino Pinto), Valsa gravada em 1949 na Odeon - Se não fosse eu, (com Haroldo Lobo e Jorge de Castro), Samba gravado em 1943 na Odeon - Se u fosse rei, (com Benjamin Batista e Marina Batista), Samba gravado em 1947 na Continental - Senhor do Bonfim te enganou, (com Claudionor Cruz e Pedro Caetano), Samba gravado em 1939 na Odeon - Senhor do Corcovado, (com Roberto Martins), Samba gravado em 1941 na Odeon - Será?, (com Ataulfo Alves), Samba gravado em 1939 na Odeon - Sereia de Copacabana, (com Antonio Nássara), Marcha gravada em 1951 na Continental - Sistema nervoso, (com Roberto Roberti e Arlindo Marques Júnior), Samba gravado em 1953 na Todaamérica - Suplício, (com Nóbrega de Macedo e Brasinha), Samba gravado em 1953 na RCA Victor - Tá maluca, (com Geraldo Augusto), Samba gravado em 1940 na Victor - Tá na cara, (com Carlos Alberto), Marcha gravada em 1953 na Sinter - Taberna, (com Cícero Nunes), Samba gravado em 1949 na Continental - Terra boa, (com Ataulfo Alves), Samba gravado em 1942 na Victor - Teu riso tem, (com Roberto Martins), Samba gravado em 1937 na Odeon - Tião, (com Jorge de Castro), Samba gravado em 1956 na Copacabana - Tortura mental, (com Jorge de Castro), Samba balada gravado em 1954 na RCA Victor - Um baile na chacrinha, (com Benjamin Batista e Marina Batista), Marcha gravada em 1947 na RCA Victor - Um pedaço de mim, (com Custódio Mesquita), Samba gravado em 1941 na Odeon - Uma casa brasileira, (com Everaldo de Barros), Marcha gravada em 1953 na Todaamérica - Vale mais, (com Marino Pinto), Marcha gravada em 1939 na Victor - Velho marinho, (com Alberto Ribeiro), Samba-canção gravado em 1951 na Todaamérica - Vem amor, (com Alvaiade), Marcha gravada em 1941 na Odeon - Vinte e cinco anos, (com Cristóvão de Alencar), Samba gravado em 1940 na Odeon - Virou... virou, (com Roberto Martins), Batucada gravada em 1941 na Victor - Você é meu xodó, (com Ataulfo Alves), Samba gravado em 1941 na Victor - Você já foi a São Paulo?, (com Jorge de Castro), Samba gravado em 1944 na Continental - Volúvel, (com César Brasil), Samba gravado em 1953 na Sinter - Vou pra Goiás, (com Antonio Nássara e Jorge de Castro), Samba gravado em 1956 na RCA Victor |